# Francis Thomé
François (Francis) Luc Joseph Thomé, född den 18 oktober 1850 i Port Louis på Mauritius, död den 16 november 1909 i Paris, var en fransk tonsättare och pianist.
Thomé, som varit elev till Jules Duprato och Ambroise Thomas vid Pariskonservatoriet, komponerade bland annat körverk med orkester (Hymne à la nuit och Venus et Adonis), oratoriet L'enfant Jesus, åtskillig balett- och skådespelsmusik samt pianostycken.